# Rhopalophora casignata
Rhopalophora casignata là một loài bọ cánh cứng trong họ Cerambycidae.